# Ada (kuplett)
Ada är en kuplett av Karl Gerhard som han sjöng i revyn Älskling på vågen 1953 på Cirkus i Göteborg. Melodin är en tango, vars tyska original heter Egon[källa behövs]. Senare samma år sjöng han den på China i Stockholm men då kallades den Eva. I Eva-versionen är texten tämligen stockholmsbaserad, till skillnad från göteborgska Ada, som börjar med orden Språket uti Göteborg det anses inte fint...